# خان منجاب
خان منجاب (بالفارسية: کاروانسرای مرنجاب) هو خان وقلعة تاريخية يعودان إلى عصر السلالة الصفوية، ويقعان في مقاطعة آران وبيدغل.